# Matsudaira Naritsugu
Matsudaira Naritsugu est un nom japonais traditionnel ; le nom de famille (ou le nom d'école), Matsudaira, précède donc le prénom (ou le nom d'artiste).
Matsudaira Naritsugu (松平 斉承), 5 mars 1811 - 27 juillet 1835, est un fudai daimyo de l'époque d'Edo, à la tête du domaine de Fukui dans la province d'Echizen.

## Source de la traduction
- (en) Cet article est partiellement ou en totalité issu de l’article de Wikipédia en anglais intitulé « Matsudaira Naritsugu » (voir la liste des auteurs).